# Wantok Cup
De Wantok Cup is een internationale voetbalcompetitie tussen de nationale voetbalelftallen van Papoea-Nieuw-Guinea, Salomonseilanden en Vanuatu. Deze competitie zal drie keer per jaar worden gehouden, twee keer in juli en één keer in september, als onderdeel van de viering van de onafhankelijkheid in Papoea-Nieuw-Guinea, Salomonseilanden en Vanuatu.
De eerste editie van de competitie werd gehouden tijdens de viering van de onafhankelijkheid in de Salomonseilanden, van 3 juli tot 7 juli 2008, en werd gewonnen door het gastland.

## Uitslagen

### Overwinningen
| 1 | Salomonseilanden    | 2008 |
| 0 | Papoea-Nieuw-Guinea |      |
| 0 | Vanuatu             |      |

### Winnaars
De tweede editie van de competitie zou worden georganiseerd in Vanuatu in juli 2008, maar werd geannuleerd door de financiële moeilijkheden in Vanuatu.
| Toernooi                | Gastland            | Winnaar                   | Tweede  | Derde            | Vierde                               |
| ----------------------- | ------------------- | ------------------------- | ------- | ---------------- | ------------------------------------ |
| 2008 (1e) Details       | Salomonseilanden    | Salomonseilanden onder 23 | Vanuatu | Salomonseilanden | Papoea-Nieuw-Guinea (teruggetrokken) |
| 2008 (2e) (Geannuleerd) | Vanuatu             |                           |         |                  |                                      |
| 2008 (3e) (Geannuleerd) | Papoea-Nieuw-Guinea |                           |         |                  |                                      |
| 2010 (Geannuleerd)      | Vanuatu             |                           |         |                  |                                      |

| Toernooi          | Gastland         | Winnaar          | Tweede           | Derde | Vierde |
| ----------------- | ---------------- | ---------------- | ---------------- | ----- | ------ |
| 2011 (1e) Details | Salomonseilanden | Salomonseilanden | Vanuatu          |       |        |
| 2011 (2e) Details | Vanuatu          | Vanuatu          | Salomonseilanden |       |        |

Er waren 3 toernooien gepland voor 2008, maar 2 zijn er geannuleerd. Ook het toernooi in 2010 ging niet door. In 2011 werden er wel 2 toernooien gehouden, al deden slechts 2 landen mee. Deze toernooien zijn echter niet officieel.